# Kreisverkehrsgesellschaft Meißen
Die Kreisverkehrsgesellschaft Meißen (KVM) ist ein sächsisches Verkehrsunternehmen.
Die KVM ist eine Managementgesellschaft, die die im Landkreis Meißen tätigen Busunternehmen in ihrer Arbeit koordiniert, Fördermittel verwaltet und Fahrpläne für den Schülerverkehr abstimmt.

## Geschichte
Bis 2009 hieß das Unternehmen Kreisverkehrsgesellschaft Riesa-Großenhain (KVRG). Es war das Verkehrsunternehmen für den in der sächsischen Landkreisreform 2008 aufgelösten Landkreis Riesa-Großenhain, das als übergeordnete Gesellschaft für sieben private Busunternehmen fungierte. Zum Fahrplanwechsel im Dezember 2009 wurden alle Linien der KVRG auf die Verkehrsgesellschaft Meißen übertragen, die nun auch die Fahrpläne für die privaten Busunternehmen erstellt.
Die KVRG bediente 2008 421 Haltestellen mit 37 Buslinien, davon zwei im Stadtverkehr Großenhain und fünf im Stadtverkehr Riesa. Es wurden 4,8 Millionen Fahrgäste bei 4,4 Millionen Kilometer Fahrleistung befördert. Die KVRG hatte zwölf Beschäftigte. Eigentümer des Unternehmens war der Landkreis Meißen, Unternehmenssitz war Großenhain.
Zum 17. Dezember 2009 wurde die KVRG zur Kreisverkehrsgesellschaft Meißen. Die Umfirmierung zur KVM wurde notwendig, weil der Landkreis nach einer EU-Richtlinie das Busunternehmen nicht mehr direkt beauftragen konnte. In der Dachgesellschaft KVM sind sechs kleinere Busunternehmen, die Verkehrsgesellschaft Meißen, die Regionalverkehr Dresden GmbH sowie Fähren und die Straßenbahn der Dresdner Verkehrsbetriebe organisiert.